# Rohila (estudiant)
Rohila és el pseudònim d'una estudiant afganesa.
Amb el retorn dels talibans al poder de l'Afganistan el 2021 va haver de deixar de cursar educació secundària al seu país pel fet de ser una dona. En l'intent de formar-se de manera autodidacta, va tenir problemes a causa del complicat accés a internet. El seu somni era ser becada per estudiar Psicologia a l'estranger. La BBC la va incloure entre les 100 dones més inspiradores del 2021 com un exemple per denunciar la situació similar que vivien les nenes de l'Afganistan.